# Heinrich VII. von Rosenberg
Heinrich VII. von Rosenberg (tschechisch Jindřich VII. z Rožmberka) (* 15. Januar 1496; † 18. August 1526 in Zwettl, Niederösterreich) war ein böhmischer Adliger aus dem Hause Rosenberg.

## Leben
Seine Eltern waren Wok II. von Rosenberg und Margarete von Guttenstein (Markéta z Gutenštejna). Heinrich war der jüngste unter den Brüdern Johann, Jost und Peter. Er besuchte die Klosterschulen in Wittingau und Schlägl und studierte 1511–1512 unter Begleitung des Präzeptors Simon Villatika in Bologna. Das Studium musste er wegen Verfolgung durch päpstliche Soldaten unterbrechen. Nach der Rückkehr nach Böhmen schloss er sich den Söldnern des Kaisers Maximilian an.
Heinrichs Vater Wok II. hatte aus gesundheitlichen Gründen die Regentschaft über das Haus Rosenberg an seinen Bruder Peter IV. von Rosenberg übergeben. Dieser übernahm nach dem Tod Woks II. 1505 auch die Vormundschaft über dessen minderjährige Kinder. Da die Beziehungen zwischen ihm und den Neffen nicht gut waren, teilte er das Dominium. Einen kleineren Teil übergab er den Neffen Heinrich, Jost und Peter und den größeren Teil behielt er für sich. Diesen vererbte er dem ältesten Neffen Johann, der auch die Regentschaft über das Haus Rosenberg übernehmen sollte. Da Johann dem Priesterstand angehörte, verfügte Peter IV. zudem, dass dessen Teil nach Johanns Tod an fremde Adlige kommen sollte, unter denen Zdeniek Lev von Rosental die Hauptrolle spielte.
Obwohl Johann nach dem Tod seines Onkels 1523 die Regentschaft übernahm, brach unter den Brüdern ein Erbstreit aus. Jost und Peter bestimmten ihren jüngsten Bruder Heinrich zum Regenten der Rosenberger. Nachfolgend legten alle drei am 18. November 1523 beim Oberstkämmerer des Königreiches Böhmen Widerspruch gegen das Testament ihres Onkels Peter IV. ein und beantragten, dieses nicht in die Landtafel einzutragen. 1524 wandten sie sich unmittelbar an den König Ludwig und beantragten die Herausgabe der Besitzungen, die Johann geerbt hatte und deren Übereignung an Heinrich, den rechtmäßig gewählten Nachfolger. Dem Antrag wurde im Juni 1524 entsprochen. Allerdings gab Johann die Herrschaft nicht freiwillig ab, so dass seine Brüder teilweise Zwang anwenden mussten.
In der zweiten Jahreshälfte 1524 übernahm Heinrich die Regentschaft der Rosenberger. 1525 wurde Zdeniek Lev von Rosental wieder Burggraf und der Kampf um den Nachlass entfachte von Neuem. Da mit bewaffneten Auseinandersetzungen gerechnet werden musste, ließ Heinrich daraufhin Wittingau befestigen. Ende 1525, nach gerichtlichen Auseinandersetzungen um das Testament, dem die Rosenberger nicht nachkamen, erschienen im Februar 1526 Vertreter des Landesgerichts, um die Forderungen einzutreiben. Heinrich ließ diese gefangen nehmen, zerbrach das Siegel und zerriss alle Dokumente. Die Tat blieb ohne Folgen, da König Ludwig die Rosenberger noch für den Kampf gegen die Türken brauchte. Schließlich einigten sich die Rosenberger mit ihren Miterben, indem sie diese auszahlten.
Im Frühjahr 1526 nahm Heinrich mit einer kleinen Kavallerie von etwa 600 Soldaten an der Schlacht bei Mohács (1526) teil. Da er unterwegs erkrankte, begab er sich zur Heilung in das Stift Zwettl in Oberösterreich, wo er verstarb.

## Familien
Heinrich heiratete am 4. November 1520 Magdalena von Sternberg (Magdalena ze Šternberka; † 28. Juni 1521). Nach deren Tod vermählte er sich mit Anna von Neuhaus (Anna z Hradce; † Oktober 1570), die zuvor mit Boček von Kunstadt und Ladislaus von Sternberg (Ladislav ze Šternberka) verheiratet gewesen war. Beide Ehen blieben kinderlos.